# Мунда (город)
Мунда — крупный населённый пункт на острове Нью-Джорджия, административно входит в состав Западной провинции государства Соломоновы Острова.

## История
Город сформировался вокруг кокосовой плантации, созданной англичанином Норманом Уитли. Во время Второй Мировой Войны, Мунда была оккупирована японцами, которые построили там аэродром. Позже Мунда подвергалась американским налётам. Мунда была освобождена 25 августа 1943 года.
С 1927 по 1934 год доктор Эдвард Сейерс, участвуя в Методистской миссии в Нью-Джорджии, основал больницу в Мунде, где проводил исследования по лечению малярии .

## География

### Климат
Климат в Мунде субэкваториальный, среднегодовая температура составляет 27,2 °C.